# ゼロ免課程
ゼロ免課程（ゼロめんかてい）とは、大学の教員養成系教育学部において、教育職員免許状の取得を卒業要件とせず、任意としている課程の通称である。新課程（しんかてい）とも呼ばれていた。大学の立地が少ない地方において、様々な学びが可能であるため人気が高いが、2015年以降は縮小傾向にある。

## 誕生の背景
日本では、教育学部は教員養成系と教育学系の2つに大別される（参考 (1) ）。このうち、前者については、学校教育現場で実際に教育活動を行う教員を養成する役割が大きいとされているため、教育職員免許状の取得を卒業の条件としていた。卒業に必要な単位数の中に、教育職員免許状取得の必須単位が組み込まれていたため、卒業と同時に免許状の交付を受けることができた。これは、現在のゼロ免課程以外の教育学部でも同様である。
しかし、少子高齢化の進行に伴う教員採用数の減少や、卒業後の就職時に、採用側・就職希望者とも大学での専攻にこだわりを持たなくなってきたことから、教育学部を卒業しても教員になる人数が少なくなってきた。また、もともと教員養成系の教育学部は学際性が強いため（教育学部の項参照）、既存の縦割り式教育からの転換を図る上で、教育学部の持つ「多種多様な事柄を幅広く学び得る場」という機能からリベラル・アーツが見直され始めた。また、特に地方においては大学の選択肢が少なく、ゼロ免課程は文化・科学・芸術・スポーツなどなど多様な学びをすることが出来る課程として人気が高まった。そこで、教育職員免許状の取得を任意とし、教育学部の持つ実績と学際性を生かした教育課程が誕生した。これがゼロ免課程である。
最初のゼロ免課程は1987年、山梨大学と愛知教育大学で誕生した（いずれも「総合科学課程」）。
一方で消極的側面もある。前述のように、教育学部の卒業生における教員採用率は低下の一途をたどっていた。本来なら、教員養成課程、すなわち教育学部自体の縮小を検討すべきところではあるが、国立の新制大学設置の経緯として、各地の師範学校を組み込んだこと、それに関連して地域の教育現場に教員を輩出することが大きな社会的義務となっていたこと、地方を中心として教育学部が中心となっている大学が多かったことから、規模の縮小に踏み出すことは難しかった。文部省としても、教育学部の縮小は大学への補助金の減額につながるため、消極的にならざるを得なかった。加えて、地方の小規模国立大学に関しては、配分される予算の少なさなどから、新たな学部の設置が非常に困難であったり、負担増大を理由に認可申請を文部科学省に却下されたりすることもしばしばであった（芸術コース、社会科学コースなど、非教員養成系学部学科と同内容のコースが設置されているのは、芸術学部や経済学部などの学部学科の設置申請が却下された名残り）。またこれまで養成課程で従事していた教員の削減は出来なかったため、当面の間定員を維持する必要があった。
そこで、「教育学部自体の定員は維持するものの、教員養成課程は縮小し、余った枠を教員養成に特化しない課程に振り分ける。学部は増設せず」という苦肉の策が取られた。これにより、教員志望者自体が減少するため、必然的に教員採用率が見かけ上では上昇する上、教育学部自体の規模は維持されるため、補助金も従来どおり受けることが出来た。また、教員を志望しない学生の取り込みが期待され、文部科学省も大学も一石二鳥となった。さらに、地元大学でサラリーマンを目指す学生（特に文系）が欲しい地元経済界の要請もあり、その送り先の役割も果たしている。これがゼロ免課程誕生の別の側面である。したがって、教員や建物などの資産を、ゼロ免課程のために新たに拡充させることは不可能であった。また、将来的に団塊世代の教員の大量退職に伴う教員不足が小学校教員を中心に予想されていたため、将来的には教員養成課程の定員を再度増やす必要があった。ゼロ免課程はその緩衝としての役割を担っていた。
このように、ゼロ免課程は、大学と文部科学省、そして財界との妥協の産物でもあることも否定できない。
なお、早稲田大学教育学部は、戦後の学制改革で旧制の高等師範部から改組した際、教育職員免許状の取得を開放制とし、教育学部生に教員免許取得を義務付けなかった。この点で、国立大学のゼロ免課程と共通するが、早大教育学部は通常ゼロ免課程を有する大学とは分類されない。学部の目的としては主として教員を養成しているためである。
ちなみに戦前、教員養成は富国強兵のもと国営で行われたため、客観性より国の言うことをよく聞くことが大事、子どもも教師の言うことをよく聞くことが大事とされ、また師範学校という特定の目的の場において価値観の似通った生徒が集まったことから、結果的に客観性を欠き、果ては国民を戦争に追い込んだ。この反省に基づき、戦後の教員養成は研究を存在目的とする大学において行われることとなり、同時に教員養成のための特定の場は設けられないという形でスタートを切ろうとした。このことに照らせばある意味、ゼロ免課程こそ本来の戦後教員養成の形に近いといえよう。なお、ゼロ免といえども教員養成の開放制は適用されるので、教職課程は設置対象となる（ただし教員養成課程と比べて教科が削減されているケースはあるため、教員養成課程と同じような授業を取っても免許が取れないケースはあり得る）。

## 形態
教育学部の資源配分（建物、教員など）を変えないまま教員養成を目的としていない課程ならば、何でもゼロ免課程にあてはまる。したがって、例えば保健体育科関係の大学教員がスポーツや健康に関わる課程が存在するところもあれば、単に教員養成課程の「教科に関する専門科目」を教科に関係なく開放したものがメインの課程もある。大阪教育大学では教養学科という学科の形で設置している。
教員はゼロ免課程と教員養成課程を兼任しているものが多い。一応いずれかの課程に属していることになっているが（課程に属すことのない学部もある）、実際の授業や指導、研究室配属などでは共通することが多い。
このように、従来からの教員養成系学部の中に置かれながらも、心理学・地域・文化・福祉・国際共生・異文化交流・マルチメディア・芸術・生活科学など、教育関連分野の研究成果を継承しながら学際的な教育を行っている。
ただし、教員養成系教育学部では免許教科毎に予算が均等に配分される傾向があることから、例えば社会科のように学問分野の広い教科では、学問分野あたりの大学教員が少なくなる傾向があり（特に定員の小さい教育学部）、結果的にそのゼロ免課程に関わる大学教員の配置が不十分ということも起き得る。
中には教育学研究系の教育学部と同様の目的の課程も存在する。広島大学教育学部のように、学校教育学部を併合して再編した際、初等教員・特別支援教員養成を目的とする第一類以外はゼロ免課程としている学部もある。

## 教育学部の改組
初期は、教育学部の教員が、学際の名の下、半ば片手間としてゼロ免課程の講義を受け持つことが多く、教員からは「専門の研究がおろそかになる」、学生からは「内容が薄い」と不満が出るなどの問題点が表面化した（ただし、教育系以外の教員にとっては、課程によっては自分の専門に関する授業についてゼロ免の学生も受講できるようになったにすぎない場合もあり、むしろ自分の専門に興味を持ってくれる学生が増えたと歓迎する向きもいた）。そこで、ゼロ免課程の誕生と平行して、名実ともに教員養成だけでなく学際的な教育を行うために、教育学部から改組した学部が数多く誕生した（参考 (2) ）。
ただしその背景には、1960年代に各大学に設置された教養部が90年代半ば以降廃止され、学際的性格の似た教育学部が教員を引き取ったという事情があった場合も多い。
ゼロ免課程の見直し近年、いわゆる団塊世代の教員が大量に定年退職し、一部地域では教員不足になる可能性が指摘されてきた。一部大学では、ここで教員養成課程を再び拡大しようという動きがあったが、文部科学省が新たな教員養成課程の拡充を規制しているため、実現しなかった。
そこで、埼玉大学や京都教育大学では、2006年（平成18年）から、岐阜大学では2011年（平成23年）からゼロ免課程の募集を停止し、再び教員養成課程へ専念した。
また、2000年頃の全国的な教育学部再編の動きから、島根大学は鳥取大学と定員交換という形で2004年から教員養成課程に専念することとなり、逆に鳥取大学はこの流れとしては全国で初めて、教員養成学部でなくなりかつ教育系学部でもなくなることとなった（ただし教職課程は残っており、また教員養成学科ではない地域教育学科という学科が創設された）。鳥取大学のゼロ免は従前の授業を教科に関係なく開放した形でスタートしたため、大学教員としては教育学部時代の流れを汲んでいるといってよい。
なお教育学部再編と関係ない改組としては、かつて徳島大学教育学部が鳴門教育大学設置により総合科学部へ改組した例、山梨県立臨時教員養成所が後の一般大学都留文科大学に転換した例がある。また福島大学のように、大学全体の改組が旧教育学部の学際性に合った形で行われる例もある。
このように現在の教育学部におけるゼロ免課程の潮流は、同課程を廃止し教員養成に専念するケースと、拡充して人間科学部や教養学部に類する組織に改組するケースに二極化する傾向にある。

更に、ゼロ免課程を改組し、新学部として分離独立させる動きも出てきており、山梨大学生命環境学部のような生命環境系学部や静岡大学地域創造学環のような地域科学系学部、山口大学国際総合科学部のような国際教養系学部の新設が進み、2017年度以降、ゼロ免課程は東京学芸大学など少数の教育学部で課程継続となる見込みである。